# Great Falls
 For alternative betydninger, se Great Falls (flertydig). (Se også artikler, som begynder med Great Falls)
Great Falls er en serie af vandfald på Potomac-floden. Great Falls ligger 14 miles (ca. 22 km) fra Washingtons centrum. Potomac danner her grænse mellem staterne Virginia og Maryland, og faldene kan besøges fra begge stater.
Faldene består af flere mindre fald på 5-6 meter, og i alt falder floden ca. 23 meter over en strækning på 12-1300 meter. Samtidigt indsnævres flodens løb fra ca 300 meter til omkring 20 – 30 m lige efter faldene, så der er meget kraftig strøm gennem Mather Gorge som den kløft hedder, som floden løber gennem. Faldene er de stejleste som findes på nogen flod i det østlige USA.
 I 1784 organiserede man "The Patowmack Company" kraftigt inspireret af den senere præsident, George Washington. Kompagniet skulle bygge nogle kanaler, der skulle medvirke til at gøre Potomac (som floden kaldes i dag) sejlbar. Kanalerne skulle primært gøre det muligt at passere steder, hvor floden ellers ikke kunne besejles. En af disse kanaler, Patowmack Canal, med tilhørende slusesystem blev bygget ved Great Falls, så fragtpramme kunne trækkes uden om faldene. Washington ville stimulere handelen mellem østkysten og Ohiodalen, og mente at dette ville ske, hvis varerne nemmere kunne transporteres mellem floddalen og kysten.
Kanalen var færdigbygget i 1802, og den fungerede i 26 år. I disse år blev varer som fx mel, majs, whisky, jernmalm, pelsværk, tobak og tømmer transporteret på flod og kanal på flodpramme, der var ca. 25 meter lange og 1,5 m brede (de skulle kunne komme gennem de ret smalle sluser). Bådene blev staget frem, og som tilfældet var med "The Caintuck Boatmen" på Ohiofloden og Mississippi-floden, var det helt almindeligt at disse boatmen solgte prammene som tømmer, når de kom frem til Washington, og så gik tilbage til deres udgangspunkt. Det var simpelthen for besværligt at stage sig hele vejen tilbage igen mod strømmen.
 I 1828 blev kanalen købt af Cheasapeake and Ohio Canal Company, som begyndte at bygge den meget ambitiøse "Cheasapeake and Ohio Canal" fra Washington til Pittsburgh, Pennsylvania. Denne kanal lå på Maryland-siden af floden, og prammene, der besejlede denne kanal var hestetrukne, da man anlagde en træksti langs kanalen, og prammene kom aldrig ud på selve floden. De kunne derfor være større og transportere mere gods end de mindre pramme, der kunne sejle gennem Patowmack kanalen, som dermed mistede sin betydning.
I 1790 opstod byen Matildaville ved Great Falls. Byen blev sponseret af General Henry "Lighthorse Harry" Lee, der var en af heltene fra revolutionen, far til Robert E. Lee og god ven af George Washington. Byen blomstrede i ca. 30 år, men i 1820’erne gik det ned ad bakke, og efter bygningen af C&O kanalen på den anden side af floden uddøde byen helt.
I dag er der oprettet 2 nationalparker ved Great Falls. Great Falls Park på Virginia-siden og C & O Canal National Heritage Park på Maryland-siden. I begge parker findes et Visitors Center, hvor man kan få information om parkerne, floden, faldene og kanalerne. Hovedindholdet af denne artikel er baseret på informationer fra Visitor Centeret i Great Falls Park. I dag ligger der stadig nogle få ruiner af Matildaville i parken, og der er anlagt spadserestier med udsigtspunkter over floden. I C & O Canal National Heritage Park ligger besøgscenteret i en gammel, nu nedlagt kro, ved en af sluserne på kanalen.
38°59′51″N 77°15′9″V / 38.99750°N 77.25250°V